# Файнциммер Олександр Михайлович
Олександр Михайлович Файнци́ммер (1905—1982) — радянський російський кінорежисер. Заслужений діяч мистецтв Білоруської РСР (1934). Лауреат Державної премії СРСР (1950, 1951). Заслужений діяч мистецтв Литовської РСР (1954).
Народився 31 грудня 1905 (13 січня 1906) р. в м. Катеринославі (Дніпропетровськ). Закінчив Державний інститут кінематографії (1928). Працював на кіностудіях «Межрабпомфільм» (1927), «Белгоскино» (1928—1937).
В 1938–1939 рр. був режисером Одеської кіностудії, де поставив фільм «Танкер „Дербент“» (1941).
З 1956 р. — режисер «Мосфільму».
Створив кінокартини: «Поручик Кіже» (1934), «Балтійці» (1937), «Котовський» (1943), «Костянтин Заслонов» (1949), «Овід» (1955), «Дівчина з гітарою» (1958), «Трактир на П'ятницькій» (1978), «Прощальна гастроль „Артиста“» (1979) та ін.
Був членом Спілки кінематографістів Росії.
Помер 21 квітня 1982 р. в Москві.